# Certificado de Energías Renovables (Estados Unidos)
Los Certificados de Energía Renovable (REC por sus siglas en inglés), también conocidos como Etiquetas Verdes, Créditos de Energía Renovable, Certificados de Electricidad Renovable o Certificados Renovables Renunciables (TRC por sus siglas en inglés), son productos de energía no tangibles en los Estados Unidos que representan una prueba de que 1 megavatio-hora (MWh) de electricidad se generó a partir de un recurso de energía renovable elegible (electricidad renovable) y se incorporó al sistema compartido de líneas eléctricas que transportan energía. Los certificados de energía renovable solar (SREC, por sus siglas en inglés) son REC que son generados específicamente por energía solar. Los certificados de energía renovable proporcionan un mecanismo para la compra de energía renovable que se agrega y extrae de la red eléctrica. La Guía de alcance 2 del Protocolo de gases de efecto invernadero actualizada garantiza las garantías de origen, REC e I-REC como instrumentos principales para documentar y rastrear la electricidad consumida de fuentes renovables. 
Estos certificados se pueden vender, intercambiar o canjear, y el propietario del REC puede afirmar que ha comprado energía renovable. Según la Red de Energía Verde del Departamento de Energía de EE.UU., REC representan los atributos ambientales de la energía producida a partir de proyectos de energía renovable y se venden por separado de la electricidad básica. Si bien los programas convencionales de comercio de emisiones de carbono utilizan sanciones e incentivos para alcanzar los objetivos de emisiones establecidos, los REC simplemente incentivan la energía renovable sin emisiones de carbono al proporcionar un subsidio a la producción de electricidad a partir de fuentes renovables. 
A un proveedor de energía verde (como un parque eólico) se le acredita un REC por cada 1.000 kWh o 1 MWh de electricidad que produce (para referencia, un cliente residencial promedio consume aproximadamente 800 kWh en un mes). Una agencia certificadora le da a cada REC un número de identificación único para asegurarse de que no se doble la cuenta. La energía verde se alimenta luego a la red eléctrica (por mandato), y la REC que se acompaña se puede vender en el mercado abierto. "La jubilación se produce cuando el propietario de la REC utiliza un certificado de energía renovable (REC). El uso del REC puede incluir, entre otros, (1) el uso del REC por parte de un cliente, comercializador, generador o servicio público de uso final para cumplir con un requisito legal o reglamentario, (2) un reclamo público asociado con una compra de REC por parte de un cliente de uso final, o (3) la venta de cualquier atributo componente de un REC para cualquier propósito. Una vez que se retira un REC, no se puede vender, donar ni transferir a ninguna otra parte. Ninguna otra parte que no sea el propietario puede hacer reclamos asociados con los REC retirados ".
La energía de cualquier fuente vinculada a la red se compra y vende con contratos que especifican el generador y el comprador. En el comercio de energía renovable, los REC especifican que se generó una unidad de energía renovable. Debido a que una vez que la electricidad se coloca en la red eléctrica, se mezcla con la electricidad de múltiples fuentes y se vuelve indistinguible, los REC se utilizan para rastrear la propiedad de los beneficios sociales y ambientales de la energía renovable. La mayoría de los REC se venden por separado de la electricidad en sí. En estos casos, la electricidad se vende como energía "nula" sin sus beneficios ambientales y sociales, como si fuera generada por recursos no renovables como el carbón o el gas natural. Cuando los REC se compran en combinación con electricidad no renovable, esto constituye la compra legal de energía renovable. Así es como se intercambian las energías renovables conectadas a la red eléctrica en los EE. UU. Las empresas de servicios eléctricos utilizan la energía renovable conectada a la red para cumplir con sus requisitos reglamentarios y las personas y empresas que desean reducir su impacto ambiental. Los REC permiten que los compradores apoyen la generación de energía renovable y permiten que las fuerzas económicas de la oferta y la demanda estimulen un mayor desarrollo de la generación de energía renovable.

## Fondo
Hay dos mercados principales para certificados de energía renovable en los Estados Unidos: mercados de cumplimiento y mercados voluntarios. 
Los mercados de cumplimiento se crean mediante una política que existe en 29 estados de EE. UU., Más el Distrito de Columbia y Puerto Rico, denominado Estándar de cartera renovable. En estos estados, las compañías eléctricas deben suministrar un determinado porcentaje de su electricidad de generadores renovables en un año específico. Por ejemplo, en California, la ley es un 33% renovable para 2020, mientras que Nueva York tiene un requisito del 24% para 2013. Las empresas de servicios eléctricos en estos estados demuestran el cumplimiento de sus requisitos al comprar RECs; en el ejemplo de California, las compañías eléctricas tendrían que mantener REC equivalentes al 33% de sus ventas de electricidad.
Los mercados voluntarios son aquellos en los que los clientes eligen comprar energía renovable por el deseo de usar energía renovable. La mayoría de las compras corporativas y domésticas de energía renovable son compras voluntarias. Los generadores de energía renovable ubicados en estados que no tienen un Estándar de Cartera Renovable pueden vender sus REC a compradores voluntarios, generalmente a un precio más barato que los REC del mercado de cumplimiento.

## Comercializadores
Los REC se pueden intercambiar directamente de un comprador a otro, pero los comercializadores, corredores o administradores de activos de terceros se encuentran comúnmente en el mercado. Las instalaciones de generación renovables a menudo venden sus créditos a estas entidades, que luego los revenden en el mercado en una fecha posterior.
Texas desarrolló el primer sistema completo de REC en los EE. UU., Una plataforma basada en la web que proporciona la emisión, el registro, el comercio y la jubilación de los REC. El Programa Texas REC, que solo rastrea los certificados de energía renovable, comenzó a operar en julio de 2001.

## Precios
Los precios dependen de muchos factores, como el año de cosecha en que se generaron los REC, la ubicación de la instalación, si existe una situación de oferta / demanda ajustada, si el REC se utiliza para cumplir con el RPS, incluso el tipo de energía creada. Los certificados de energía renovable solar o SREC, por ejemplo, tienden a ser más valiosos en los 16 estados que han reservado una parte del RPS específicamente para la energía solar. Esta diferenciación tiene como objetivo promover la diversidad en la combinación de energía renovable que, en un mercado de REC competitivo e indiferenciado, favorece la economía y la escala logradas por los parques eólicos. 
En los Estados Unidos, los precios al contado para los SREC generalmente disminuyeron de 2010 a 2014. En Nueva Jersey, el precio al contado para una SREC 2010 fue de $ 665.04 en julio de 2010 y alrededor de $ 160 en mayo de 2014 para las SREC generadas en diferentes años. En Delaware, el precio al contado para una SREC 2010 fue de $ 255 en julio de 2010 y alrededor de $ 50 en mayo de 2014 para las SREC generadas en diferentes años. Las tarifas para los RECS comprados de 2015 a 2017 han promediado entre $ 0.15 y $ 0.045 por kWh producido.
En Canadá, 2008–09 BCHydro ofrece $ 3 / MWh para "atributos verdes", para contratos a largo plazo, más de 20 años. Muchos productores de energía independientes (IPP) creen que esto es mucho menor que el "valor justo de mercado", pero no tienen otra alternativa. 
Si bien el valor de los REC fluctúa, la mayoría de los vendedores están legalmente obligados a "entregar" los REC a sus clientes dentro de unos pocos meses de su fecha de generación. Otras organizaciones venderán tantos REC como sea posible y luego usarán los fondos para garantizar un precio fijo específico por MWh generado por un futuro parque eólico, por ejemplo, haciendo que la construcción del parque eólico sea una perspectiva financieramente viable. Los ingresos proporcionados por los REC y un mercado estabilizado a largo plazo para las etiquetas pueden generar el incentivo adicional necesario para construir plantas de energía renovable.

## Certificación
Los REC son conocidos con nombres funcionalmente equivalentes, como Etiquetas Verdes o Certificados Renovables Transables (TRCs), dependiendo del mercado. Actualmente, los Estados Unidos no tienen un registro nacional de REC emitidos. El Centro de Soluciones de Recursos administra un programa voluntario que garantiza que las REC se contabilizan correctamente y que no se realiza un conteo doble. Bajo el programa Green-e Energy, se requiere que los participantes se sometan a una Auditoría de Proceso de Verificación anual de todas las transacciones elegibles para asegurar que los REC cumplan con los requisitos para la certificación. El proceso de certificación requiere que la verificación de un tercero sea realizada por un contador público certificado independiente o un auditor interno certificado. CRS mantiene una lista de auditores que cumplen con los criterios para ser listados en el sitio web del programa. Cada vez más, a los REC se les asignan números de identificación únicos y se rastrean a través de sistemas / registros de seguimiento regionales como WREGIS, NEPOOL, GATS, ERCOT Archivado el 13 de agosto de 2006 en Wayback Machine., NARR, MIRECS, NRTEC, NC-RETS y M-RETS. 

## Tecnologías calificadas
Las siguientes tecnologías de generación califican como productores de REC:
- Energía Solar
- Energía eólica
- Geotermia
- Energía hidroeléctrica de bajo impacto (instalaciones pequeñas a orillas del río, no las que requieren grandes represas y embalses, o que afectan adversamente los flujos de los ríos). )
- Biomasa, biocombustibles y vertederos a gas.
- Celdas de combustible (solo si funcionan con hidrógeno producido por uno de los generadores aprobados anteriormente, no con combustibles fósiles).
- En algunos estados, sistemas combinados de calor y energía.

## Adicionalidad
La "adicionalidad" en el contexto de las regulaciones de gases de efecto invernadero (GEI) significa que un certificado de energía renovable adquirido introduce nueva energía renovable en la red eléctrica más allá de lo que hubiera ocurrido sin el proyecto o el "negocio como siempre". La Agencia de Protección Ambiental de los EE. UU. (EPA, por sus siglas en inglés) prefiere medidas de adicionalidad basadas en el rendimiento, como el megavatio hora (MWh) equivalente por REC. 
Mientras que la contaminación del aire y del agua viaja a través de las fronteras estatales y nacionales independientemente de su origen, el valor de las REC y el surgimiento de los mercados de las REC dependen en gran medida de los mercados creados estado por estado a través de la acción legislativa para imponer un Estándar de Cartera Renovable. Este enfoque balcanizado para establecer los mercados e incentivos de las REC estado por estado crea problemas de equidad, ya que algunos estados pueden afirmar legítimamente que sus estados vecinos (y sus consumidores de electricidad) con RPS voluntario operan como corredores gratuitos de prevención de la contaminación, pagados por los estados (y sus consumidores de electricidad) con RPS obligatorio. Podemos aprender del programa de límites y comercio de SOx y NOx de la EPA con respecto a cómo el principio de adicionalidad con un estándar nacional proporcionó un punto de referencia para medir y validar la mercantilización de créditos de prevención de la contaminación que conducen a iniciativas impulsadas por el mercado con resultados comprobados en el mejoramiento regional y nacional calidad del aire. 
En los estados con un Estándar de Cartera Renovable, una compra de REC permite a la empresa de servicios públicos cumplir con su porcentaje mínimo de electricidad renovable sin tener que instalar esa capacidad de generación renovable, independientemente de la fuente de generación de energía renovable. Por analogía, en el programa de límites máximos y comercio de la EPA, una utilidad "limpia" en un estado puede vender sus créditos de NOx a una utilidad "sucia" en otro estado que de otro modo tendría que instalar depuradores de chimeneas adicionales. 
La Agencia de Protección Ambiental de los Estados Unidos afirma tener el mayor porcentaje de uso de energía verde que cualquier agencia federal. En 2007, compensó el uso de electricidad del 100% de sus oficinas. La Fuerza Aérea es el comprador más grande en el gobierno de los EE. UU. En términos absolutos, comprando 899,142 MWh en REC. Entre los colegios y universidades, la Universidad de Pensilvania en Filadelfia es el mayor comprador de REC, que compra 192,727 MWh de REC de energía eólica. El líder corporativo es Intel, con 1,302,040 MWh comprados en 2007, y el mayor comprador entre los minoristas es Whole Foods, que compró 509,104 MWH, o suficientes REC para compensar el 100% de sus necesidades de electricidad. 
Tenga en cuenta que las investigaciones muestran que las REC compradas y retiradas voluntariamente en los Estados Unidos (es decir, que no cumplen con un Estándar de Cartera Renovable) no llevan a ninguna inversión o generación adicional significativa de energía renovable.

## enlaces externos
- Página de RECs de Green Power Network (EERE).
- Green Power Partnership (Agencia de Protección Ambiental de los Estados Unidos).
- EPA
- Sistemas de seguimiento REC
- Departamento de Energía de EE. UU. - Tabla de comparación de mercados de energía verde

- Datos: Q2143923